# Protect the Boss
Boseureul jikyeora (en coréen : 보스를 지켜라, titre international : Protect the Boss) est une série télévisée sud-coréenne diffusée en 2011 sur SBS.

## Acteurs et personnages
- Choi Kang-hee : Noh Eun-seol
- Ji Sung : Cha Ji-heon
- Kim Jaejoong : Cha Mu-won
- Wang Ji-hye : Seo Na-yoon
- Park Yeong-gyu : président Cha, le père de Ji-heon
- Cha Hwa-yeon : Shin Sook-hee, la mère de Mu-won
- Kim Young-ok : madame Song, la grand-mère de Ji-heon et Mu-won
- Ha Jae-sook : Lee Myung-ran, meilleur ami de Eun-seol
- Jung Kyu-soo : Noh Bong-man, le père de Eun-seol
- Kim Hyung-bum : secrétaire Kim
- Kim Ha-kyoon : secrétaire Jang
- Kim Chung : Hwang Kwan-jang
- Kim Seung-wook : Park Sang-mu
- Lee Hee-jin : Yang Ha-young
- Ahn Nae-sang (caméo)
- Oh Hyun-kyung (caméo)
- Yoon Gi-won (caméo)

## Diffusion internationale
| Pays         | Chaîne                        | Titre            | Première diffusion |
| ------------ | ----------------------------- | ---------------- | ------------------ |
| Corée du Sud | SBS                           | 보스를 지켜라    | 3 août 2011        |
| États-Unis   | SBS International             | Protect the Boss |                    |
| Canada       | All TV                        |                  |                    |
| Taïwan       | GTV                           | 守護老闆         |                    |
| Hong Kong    | i-CABLE Entertainment Channel | 守護Boss         |                    |
| Hong Kong    | CABLE No. 1 Channel           | 守護Boss         |                    |
| Hong Kong    | TVB J2                        | 守護波士         |                    |
| Malaisie     | ONE TV ASIA                   | Protect the Boss |                    |
| Singapour    | ONE TV ASIA                   | Protect the Boss |                    |
| Indonésie    | Indosiar                      | Protect the Boss | 2011               |
| Indonésie    | SCTV                          | Protect the Boss | 2012               |
| Indonésie    | ONE TV ASIA                   | Protect the Boss |                    |
| Japon        | TBS                           | ボスを守れ       | 2012               |
| Philippines  | Jeepney TV                    | Protect the Boss | 2014-2015          |

## Bande-originale

### Liste des chansons
1. "우리 그냥 사랑하게 해주세요" (Please let us love) – A Pink
2. "잘 알지도 못하면서" – Lyn
3. "지켜줄게" (I'll protect you) – Kim Jaejoong
4. "묻는다 – 엠스트리트" - M.Street
5. "그대만 보여요" (I can only see you) – Yewon du groupe Jewelry et Hwang Kwanghee du groupe ZE:A
6. "슬픈 노래는" (Sad song) – Heo Young-saeng
7. "너 때문에" – Hyu Woo
8. "이제야 알겠어" (Now we know why) – Son Hyun-woo
9. "우리 그냥 사랑하게 해주세요" (instrumental)
10. "잘 알지도 못하면서" (instrumental)
11. "지켜줄게" (instrumental)
12. "묻는다" (instrumental)
13. "그대만 보여요" (instrumental)
14. "슬픈 노래는" (instrumental)
15. "너 때문에" (instrumental)
16. "이제야 알겠어" (instrumental)

## Récompenses

### 2011 SBS Drama Awards
- Prix d'excellence, actrice dans une série dramatique spéciale - Choi Kang-hee
- Prix d'excellence, acteur dans un drame spécial - Ji Sung
- Meilleur acteur dans une série dramatique spéciale - Park Yeong-gyu
- Prix de popularité Netizen, actrice - Choi Kang-hee
- Prix du meilleur couple - Ji Sung et Choi Kang-hee
- Prix d'excellence à vie - Kim Young-ok
- Stars du Top 10 - Choi Kang-hee et Ji Sung
- Prix des nouvelles stars - Wang Ji-hye et Kim Jaejoong